# Denis Alijagić
Denis Alijagić (* 10. dubna 2003 Praha) je český profesionální fotbalista bosenského původu, který hraje na pozici útočníka za český prvoligový klub FK Pardubice. Je také bývalým českým a bosenským mládežnickým reprezentantem.

## Klubová kariéra

### Slavia Praha
Alijagić začínal s fotbalem v šesti letech v akademii Sparty Praha. V osmi letech zamířil do Unionu Beroun. Mezi desátým a jedenáctým rokem se přesunul tam kde začínal, ale v roce 2014, ve věku 11 let, začal hrát v akademii pražské Slavie.

#### Vlašim (hostování)
V roce 2021 odešel Alijagić na hostování do druholigové Vlašimi. V první polovině sezóny 2021/22 jedenáctkrát skóroval a byl nejlepším podzimním střelcem soutěže. Svými výkony zaujal trenérský tým Jindřicha Trpišovského a s prvním týmem Slavie v lednu zamířil na portugalské soustředění.

#### Slovan Liberec (hostování)
Dne 2. února 2022 odešel Alijagić na půlroční hostování do Slovanu Liberec. Pod Ještědem si ale místo v základní sestavě nevybojoval, nastoupil do pěti utkání bez vstřeleného gólu. Čtyři starty přidal za libereckou rezervu, kde zapsal do statistik dvě branky.

### Olympiakos
Dne 21. června 2022 přestoupil Alijagić do řeckého klubu Olympiakos Pireus. Slavia za talentovaného útočníka údajně zinkasuje půl milionu eur (cca 12 milionů korun). Devatenáctiletý útočník podepsal s úřadujícím řeckým mistrem tříletou smlouvu. Do prvního týmu se neprosadil a v únoru 2023 zamířil na hostování do slovinského NK Maribor.

### FC Zbrojovka Brno
Alijagič podepsal v září 2023 roční smlouvu s dvouletou opcí ve Zbrojovce Brno. Dvacetiletý ofenzivní fotbalista přišel do pátého týmu druhé ligy jako volný hráč po konci v Olympiakosu Pireus.

### MŠK Žilina
Dne 22. července 2024 Denis Alijagič přestoupil ze Zbrojovky Brno do MŠK Žilina. Ve slovenském prvoligovém týmu odehrál v lize 12 utkání, vstřelil 2 branky a přidal jednu asistenci. Ve slovenském poháru odehrál 3 utkání a vsítil 5 branek. Jelikož výkony českého talentu sedminásobného slovenského mistra neoslovily, tak dostal svolení hledat si nové angažmá.

#### FK Pardubice (hostování)
V zimním přestupovém období dostal česko-bosenský cestovatel nabídku z prvoligových Pardubic, které hledaly náhradu za zraněného kosovského útočníka Elmedina Ramu. Dne 13. února 2025 nabídku přijal a domluvil se na ročním hostování s případnou opcí. Za 2 dny nastoupil ve svém prvním utkání na 6 minut proti Olomouci a při prohře proti domácí Sigmě 0:4 se neprosadil.

## Reprezentační kariéra
Alijagič za Česko čtyřikrát nastoupil v kategorii do patnácti let, jenže když další pozvánky nepřicházely, rozhodl se oblékat bosenský reprezentační dres. Bosnu reprezentoval od svých šestnácti let až kategorie U19. Ve dvanácti zápasech zaznamenal šest gólů.
V roce 2021 se rozhodl, že svoji budoucnost spojí s českým týmem. „Rozhodl jsem se reprezentovat svou rodnou zemi, kterou je Česko. Jsem rád, že o mě trenéři projevili zájem, a věřím, že v budoucnu budu platným členem národního týmu,“ napsal na Instagramu.

## Osobní život
Alijagič má bosenského otce a českou matku, narodil se v Praze a v mládežnických kategoriích reprezentoval jak Česko, tak i Bosnu. Alijagič vlastní český i bosenský pas, kdyby chtěl, mohl by díky tetě získat i chorvatský.